# Església Maradoniana

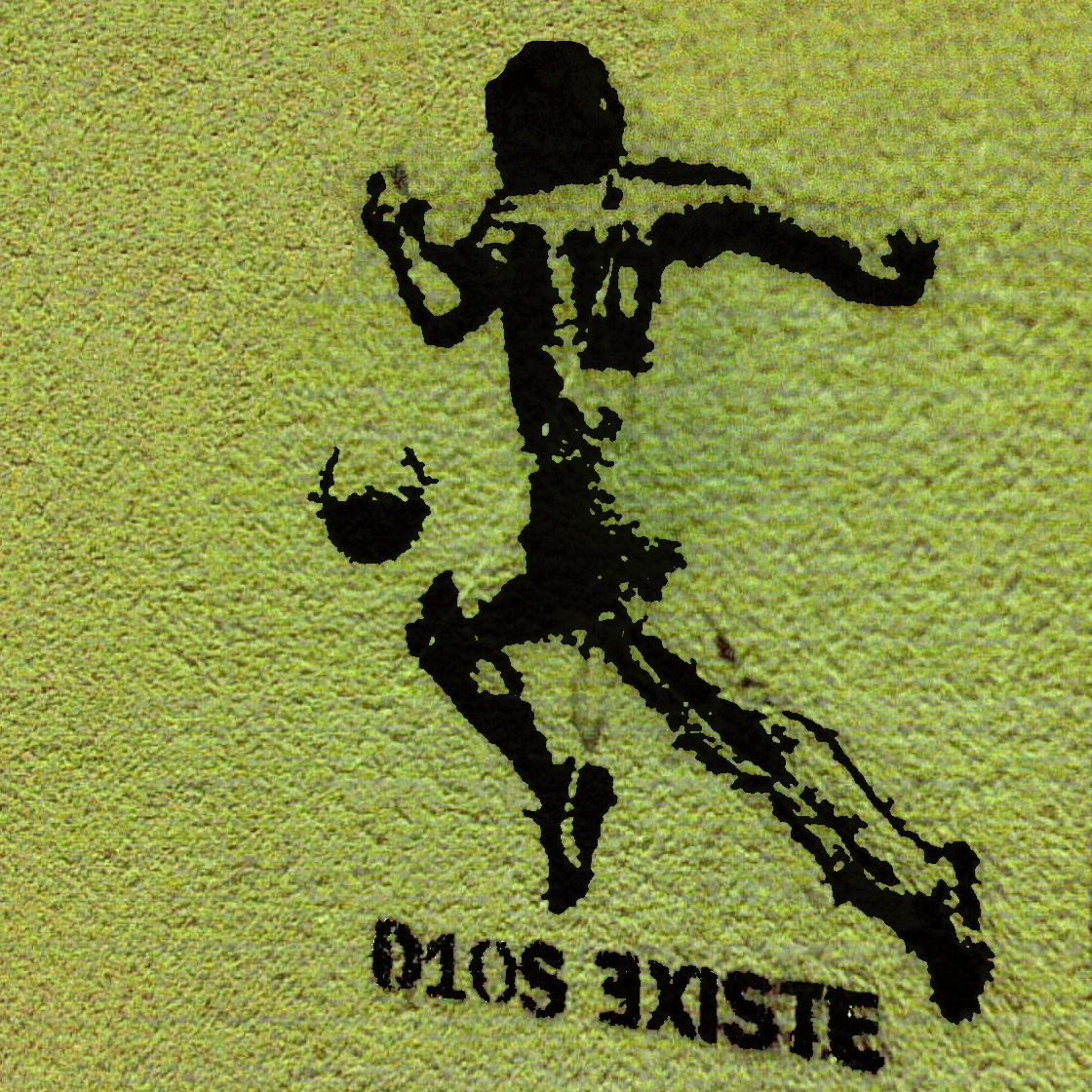
Graffiti de Maradona fet pels seguidors de l'Església Maradoniana amb el títol D10S EXISTE (D10U EXISTEIX, en català).

L'Església Maradoniana és una religió creada per admiradors, seguidors i aficionats de l'exfutbolista argentí Diego Armando Maradona, els quals el consideren el millor jugador de la història. D'altres fonts l'han descrit com una religió paròdica o postmoderna.
L'Església va ser fundada el 30 d'octubre de 1998 (28 des de Maradona) a la ciutat argentina de Rosario. Podria ser considerada com una tipologia de sincretisme o com una religió, dependent de la definició de religió que s'utilitzi. Alejandro Verón, un dels seus fundadors, va expressar: «Tinc una religió racional, que és l'Església Catòlica, i una religió al meu cor, que és Diego Maradona». Els partidaris de l'església Maradoniana, suposadament a totes les parts del món, han de comptar els anys des del naixement de Maradona, el 1960.
L'Església s'ha estès en altres parts del món, com ara Espanya, Itàlia, Alemanya, Regne Unit, Japó, Afganistan, Perú, Brasil, Xile, Mèxic, Uruguai i els Estats Units, entre d'altres,
 congregant-se en espais oficials. A l'estat espanyol, per exemple, es creu que hi ha més de 9.000 fidels. En 2015 la iglesia contaba con 500 000 seguidores de todo el mundo. Adicionalment, la religió compta amb la seva pròpia Bíblia, anomenada «Yo soy el Diego de la gente» (Jo soc el Déu de la gent, en català). Els fidels també resen el «Diego nuestro».

## Història
La història es remunta al 30 d'octubre de 1998, quan Alonso Rivas Ortiz i Héctor Capomar van fer broma sobre el fet de celebrar el dia del naixement de Diego Armando Maradona. Després d'aquest fet, altres admiradors de l'argentí es van sumar a la idea, entre els quals destaquen Alejandro Verón i Federico Canepa. Aquestes persones van fundar un nou moviment religiós anomenat "Església Maradoniana".
La cronologia maradoniana compta els anys des del naixement de Maradona, el 30 d'octubre de 1960, i els anys es citen amb l'acrònim d.D. (després de Diego). Els maradonians, igual que altres aficionats al futbol, utilitzen el tetragrama D1OS (Déu) per referir-se a Maradona, essent el terme una fusió de la paraula "Déu" i el número 10, dorsal que utilitzava el jugador argentí.

## Síntesis
Tot i que és considerat un déu del futbol pels seus seguidors, la funció del culte periòdic és mantenir vigent la figura de l'exfutbolista, recordar algunes de les seves proeses esportives i el seu llegat.
Tot el culte es desenvolupa al voltant del marc futbolístic, que és un dels esports més populars a l'Argentina i a tota l'Amèrica llatina. El moviment religiós ha estat criticat en diverses ocasions per l'església catòlica i per altres persones en general, tot i que els membres d'aquesta comunitat afirmen que un dels seus objectius és "provocar les emocions generades per Diego Maradona i la passió pel futbol; mostrar a la gent d'avui el què se sent pels esportistes que ens representen", respectant les creences dels altres.

## Els deu manaments
Els deu manaments de l'església són els següents:
1. La pilota no es taca, com va dir D10U en el seu homenatge.
2. Estimar el futbol sobre totes les coses.
3. Declarar el teu amor incondicional a Diego i al bon futbol.
4. Defensar la samarreta de l'Argentina, respectant a la gent.
5. Difondre els miracles de Diego a tot l'univers.
6. Honorar els temples on va predicar i les seves mantes sagrades.
7. No proclamar a Diego en nom d'un únic club.
8. Predicar els principis de l'església maradoniana.
9. Portar Diego com a segon nom i posar-lo al teu fill.
10. No ser cabeza de termo y que no se te escape la tortuga (no viure allunyat de la realitat i no ser un inútil).

## Crítica
L'església ha estat molt criticada a conseqüència de la vida plena d'excessos i polèmiques que va viure Maradona durant molts anys de la seva vida. Es considera que una persona amb problemes de drogues "no hauria de ser model de res ni de ningú", ni tampoc aplicar-li l'estatus de déu suprem o divinitat.